# Zolotarovo (okres Chust)
Zolotarovo, ukrajinsky Золотарьово, do roku 1995 Золотарево, maďarsky Ötvösfalva, je obec v Drahovské územní komunitě (hromadě), v okrese Chust v Zakarpatské oblasti Ukrajiny. V roce 2001 zde žilo 4266 obyvatel.

## Místní části
- Bajlovo, ukrajinsky Байлово
- Bereh, ukrajinsky Берег
- Bereznyk, ukrajinsky Березник
- Čertiž, ukrajinsky Чертіж
- Čeretovo, ukrajinsky Черетовo nebo také Черетовe
- Delo, ukrajinsky Депo
- Dibrova, ukrajinsky Дiброва
- Horb, ukrajinsky Горб
- Horbok, ukrajinsky Горбок
- Kovbasovo, ukrajinsky Ковбасово
- Osuj, ukrajinsky Осуй
- Posič, ukrajinsky Посiч
- Porub, ukrajinsky Поруб
- Turčyny, ukrajinsky Турчини

## Historie
První písemná zmínka o obci pochází z roku 1414. Do uzavření Trianonské smlouvy byla obec součástí Uherska, poté, pod názvem Zolotarevo, součástí Československa. Za první československé republiky byl nejbližší obecní notariát, četnická stanice a poštovní úřad v Drahově. Od roku 1945 byla obec součástí Ukrajinské sovětské socialistické republiky, která byla součástí SSSR. Od roku 1991 je obec součástí nezávislé Ukrajiny.